# Marquee Moon
Marquee Moon è l'album di debutto della band statunitense punk/new wave dei Television, uscito nel 1977.

## Il disco
È il loro disco più famoso nel quale si distingue il leader Tom Verlaine che grazie al suo particolare stile ha rinnovato il suono della chitarra elettrica nel rock.
È considerato uno degli album più acclamati ed innovativi nella storia del rock, uno dei capolavori della musica new wave oltre ad essere anticipatore del genere post punk.
Dal disco sono stati estratti due singoli, Marquee Moon e Prove It.

## Ricezione
L'album è stato inserito al 128º posto nella classifica dei migliori 500 album di tutti i tempi, stilata dalla rivista statunitense Rolling Stone; è incluso nella lista dei 100 migliori dischi punk del magazine inglese Q (Maggio 2002, p. 143); è al 2º posto nella lista dei migliori album di debutto (dopo The Velvet Underground & Nico) compilata dalla rivista inglese Uncut (Novembre 2001, p. 134).
La canzone che dà titolo all'album è stata inserita al 51º posto nella lista dei migliori 100 pezzi chitarristici della rivista Q.

## Tracce

### Lato A
1. See No Evil – 4:03
2. Venus – 3:51
3. Friction – 4:44
4. Marquee Moon – 9:58 [10:40 nella versione restaurata del 2003]

### Lato B
1. Elevation – 5:07
2. Guiding Light – 5:35 (Lloyd, Verlaine)
3. Prove It – 5:02
4. Torn Curtain – 6:56

## Musicisti
- Tom Verlaine - voce, chitarra
- Richard Lloyd - chitarra, voce
- Fred Smith - basso, voce
- Billy Ficca - batteria